# 2021년 성남 맥파이스 시즌
2021년 성남 맥파이스 시즌은 성남 맥파이스가 창단 후 독립야구단 경기도리그에 참가한 첫 시즌이다. 신경식 감독이 팀을 이끌었는데 2017년 Kt 위즈 2군 타격 코치로  프로야구계 복귀를 했으나 1년 만에 재계약 실패하여 야인이 된 김형석을 본인(김형석)의 OB 시절 선배였던 신경식 감독이 타격코치로 영입했다.

## 코치
- 이희성, 정명훈, 엄강현, 김형석

## 선수단
- 투수 : 신민준, 김지훈, 김형문, 정윤환, 권용준, 여동욱, 김광수, 김성준, 조재건, 김동규, 박승수, 노병채, 한광선, 김홍빈, 김정택, 이영현, 오주형
- 포수 : 최현빈, 이창암, 정동욱, 유재상
- 내야수 : 김동빈, 임상현, 류하성, 문진제, 이승민, 주민재, 김백류, 류형우, 엄원진, 홍승범
- 외야수 : 고민성, 국해성, 김규민, 김동영, 나용훈, 윤정호, 이민재

1. ↑  최인영 (2017년 3월 6일). “왕년 OB맨 김형석, kt 코치로 12년만에 한국야구 복귀”. 연합뉴스. 2022년 2월 7일에 확인함.